# ミスティック駅
ミスティック駅（英語：Mystic station ）は、アメリカ合衆国コネチカット州ミスティック ルーズベルト・アベニュー2にある駅。 全米各地を結ぶ旅客鉄道のアムトラックが乗り入れている。

## 概要
コネチカット沿岸の東西ルートは鉄道投資家にとってどんな路線でも数多くの川を渡り、入り組んだ海岸線を考慮する必要があったので挑戦的なものであった。 1848年、ニューヘイブン・アンド・ニューロンドン鉄道（NH＆NL）は、その名の通り両都市間を結ぶ線路を建設するために設立され、1852年の夏に開通した。ニューヘイブンで乗客はニューヨーク行きの列車に乗り換えた。テムズ川の反対側には、1852年、ニューロンドンとストーニントンを結ぶニューヨーク・プロビデンス・アンド・ボストン鉄道（NYP＆B）が建設された。 5年後、ニューロンドン・アンド・ストーニングトン鉄道は、ニューヘイブン・アンド・ニューロンドン鉄道と合併してニューヘイブン・ニューロンドン・アンド・ストーニングトン鉄道（NHNL＆S）となった。 
19世紀、最後の25年では、これらの路線は殆どニューヘイブン鉄道に吸収された。ニューヘイブン鉄道は、ボストンとニューヨークを結ぶニューイングランド南部で急速に支配的な鉄道となった。1920年代までにニューヘイブン鉄道は3,200キロ以上の路線網を持ち、アメリカの旅客輸送量の10％を占めると推定された。コネチカット州の沿岸の路線には、マサチューセッツ州スプリングフィールドを通るメインラインと区別するため、「ショアライン」と呼ばれていた。
当駅は1905年、ニューヘイブン鉄道によって建設された。
この駅はほぼ70年近い損耗で1960年代後半には荒廃してしまった。 第二次世界大戦後、連邦政府交通部門の資金は、個人の自動車と飛行機による旅行を支援するインフラプロジェクトに移った。 鉄道会社はサービスを維持するために苦労したが、駅などの施設を維持することはできなかった。 1969年、当駅はニューヘイブン鉄道の手から新しく設立されたペン・セントラル鉄道（PC）の所有となった。 一年後、ペン・セントラル鉄道は破産し、重要な旅客輸送サービスを維持するために、アムトラックが設立された。 この混乱の中で、アムトラックは所有権を主張していたが、駅の所有権は不明なままであった。
駅は、一度閉鎖され、1977年秋に改修工事が始まったが、多くの改修工事のように予期せぬ作業によってプロジェクトの締め切りや予算を超過した。 コネチカット州は赤字をカバーするために15,000ドルの助成金行い、1978年4月に駅は再開した。

## 利用可能な鉄道路線／列車
アムトラックの停車する列車は下記の通り。
ボストンとワシントン、リッチモンド間の昼行長距離列車ノースイースト・リージョナル号…1日3.5往復停車